# Brian Lindgren
Brian Lindgren (Walla Walla, Washington, 1980. augusztus 6. –) amerikai amerikaifutball-játékos és -edző, 2024-től a Michigan State Spartans quarterbackjeinek edzője.

## Játékosként
A Desales középiskolában és az Idahói Egyetemen amerikai futballozott. 2001-ben 582 méteres passzával divíziórekordot döntött.

## Edzőként
2005-ben a Redlands Bulldogs quarterbackjeinek edzője volt, majd 2006-ban a Northern Arizona Lumberjacks wide receivereinek, 2007-ben running backjeinek, 2008-ban pedig quarterbackjeinek edzője volt; 2009 és 2011 között támadókoordinátorként alkalmazták. A 2012-es szezont a San Jose State Spartans quarterbackjeinek edzőjeként töltötte; az évben ő volt az Idaho Vandals vezetőedzői pozíciójának egyik várományosa.
2013 és 2015 között a Colorado Buffaloes quarterbackjeinek edzője volt, 2016–2017-ben pedig Darrin Chiaverinivel megosztva a támadókoordinátori feladatokat látta el. 2018 és 2023 között az Oregon State Beavers alkalmazta. 2019 decemberében az Arizona State Sun Devils állásajánlatát visszautasította.

## Fordítás
- Ez a szócikk részben vagy egészben  a   Brian Lindgren című angol Wikipédia-szócikk ezen változatának fordításán alapul.  Az eredeti cikk szerkesztőit annak laptörténete sorolja fel. Ez a jelzés csupán a megfogalmazás eredetét és a szerzői jogokat jelzi, nem szolgál a cikkben szereplő információk forrásmegjelöléseként.